# Белінда Малруні
Белінда Малруні (1872—1967) — американська підприємиця, «найбагатша жінка на Клондайку» часів Клондайкської золотої лихоманки.
Народилася в графстві Слайго, Ірландія. Коли була маленькою, її родина або емігрувала до Пенсильванії, де її батько працював шахтарем у Скрантоні, або відправила її туди жити до родичів. Малруні сама вирушила і керувала лотком з продажу сендвічів під час Колумбівської всесвітньої виставки 1893 року в Чикаго. З прибутком поїхала до Сан-Франциско в 1894 році, щоб відкрити кафе-морозиво. Втративши все у пожежі, влаштувалась стюардесою на кораблі Тихоокеанської берегової пароплавної компанії «S.S. City of Topeka» з маршрутом від Каліфорнії до Аляски, заробляючи додаткові гроші продажем речей та предметів розкошу пасажирам.
Відкриття золота в Джуно (Аляска) у 1896 році спонукало Малруні перебратися до цього містечка, де вона відкрила невеликий магазин одягу. При першій же звістці про відкриття золота на Клондайку Малруні відразу вирушила далі на північ.

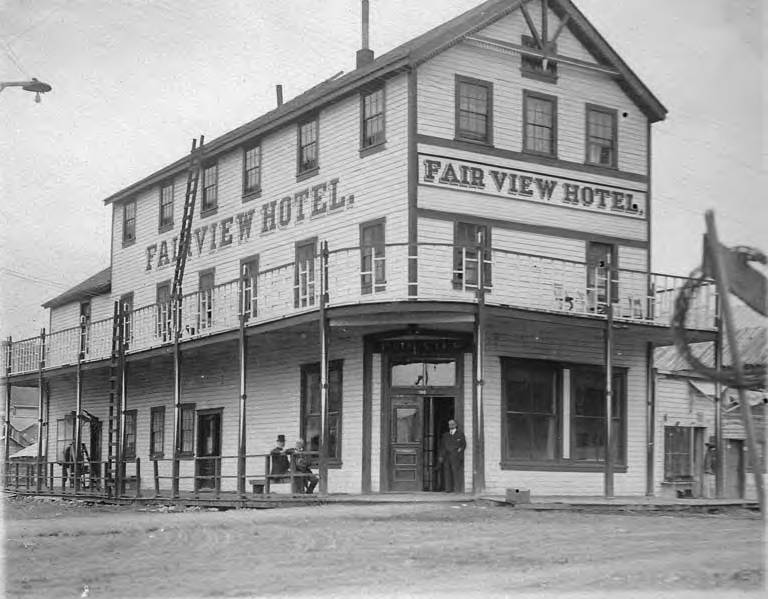
Готель Fair View у Доусоні після закінчення золотої лихоманки.

Замість шукати щастя як старателька, Малруні купила запаси «шовкової білизни, рулони бавовняної тканини та термоси» зі свого заощадження в $5000 та перевезла їх через перевал Чілкут у Доусон, де все розпродала вшестеро дорожче у червні 1897. У Доусоні Малруні побудувала ресторан у вигідному місці — поруч з таверною «Магніт», де ціни за обід були від 1,5 до 4,5 долари, а потім двоповерховий готель та ресторан «Гранд Форкс» біля золотодобувних ділянок — у місці злиття річок Бонанза та Ельдорадо на Юконі. Дослухаючи розмов старателів, що приходили до ресторану, Малруні почала скуповувати золотоносні ділянки і до кінця року вже володіла, або була в долі п'яти копалень. Вона продала свій готель за 24 000 доларів і почала будувати інший — найкращий у Доусоні. Готель «Fair View» з рестораном і кімнатами для тридцяти гостей відкрив свої двері 27 липня 1898 року. Про ділову хватку та практичність Малруні свідчить і те, що вона розпорядилася промивати у лотках сміття, що змітали з підлоги ресторану та готелю. І з кожного прибирання підлоги вона отримувала до 100 доларів — лише за той золотий пил, що просипався з кишень старателів.
Одного разу Малруні співпрацювала зі своїм товаришем, легендою Клондайка Алексом Макдональдом, рятуючи вантаж з невеликого корабля, який застряг у піщаному намулі. Макдональд прийшов туди першим і взяв всю їжу, залишивши для Малруні лише гумові чоботи та віскі. Наступної весни, коли Макдональд потребував черевиків для своїх працівників, вона змусила його платити 100 доларів за пару.
Визнаючи ділові якості Малруні, місцевий банк запропонував їй керувати компанію Gold Run Mining Company, яка була на межі банкрутства. За півтора роки Белінда зробила компанію надійно прибутковою.
1 жовтня 1900 року Малруні одружилася з самозваним «графом» Шарлем Еженом Карбонно, який видавався французьким аристократом, а насправді був продавцем шампанського та колишнім цирульником з Квебеку. У 1903 р., або 1904 р. пара розійшлася. Вона розлучилася в грудні 1906 року. Для Белінди настали кілька важких років. Керівництво компанії Gold Run Mining Company подало на неї в суд за махінації з розподілом золотоносних ділянок, банки, в яких вона брала позики, теж подали до суду за несплачені борги. Багато грошей було витрачено її колишнім пройдисвітом-чоловіком.
Починаючи все спочатку, вона переїхала в Фербенкс (Аляска) в 1904 р., або 1905 р. і знов досягла успіху, разом з молодшою сестрою Маргарет заснувавши банк Dome City Bank.
Врешті-решт, відійшовши від справ, у 1910 р. Белінда Малруні оселилася у місті Якіма (Вашингтон), де збудувала великий палац і вела розкішний спосіб життя аристократки, хоча й самозваної. Вона підтримувала свою сім'ю до кінця 1920-х років, поки в неї не закінчилися гроші. Потім здала палац в аренду і переїхала до Сіетла, де померла в 1967 році у віці 95 років.
Белінда Малруні з'являється в міні-серіалі Discovery Channel «Клондайк», роль виконала Ебі Корніш. У серіалі TG4 «An Klondike» її зображує Брід Ні Неаштен і з'являється у вигаданому містечку Домініон Крік замість Доусон-Сіті.

## Галерея
|                  |
| Таверна «Магніт» |

|                               |
| Готель «Grand Forks», 1898 р. |

|                                                      |
| Малруні (по центру) перед «Купольним міським банком» |